# 伊澳蛇屬
伊澳蛇屬（學名：Pseudechis），又稱黑蛇，是蛇亞目眼鏡蛇科下的一個有毒蛇屬，主要分布於澳洲諸州份（除塔斯曼尼亞外），亦出沒於巴布亞新畿內亞。其棲息地十分廣泛，既出現於乾燥的大陸，亦會出現於沼澤地帶。

## 特徵
所有伊澳蛇均屬於危險蛇類，其所含毒素足以致命。大部分伊澳蛇長度均可達2米，顏色種類繁多，但多以棕色為基調，亦有以黑色為主。各種伊澳蛇中，以紅腹伊澳蛇（Pseudechis porphyriacus）及棕伊澳蛇（Pseudechis australis）最為普遍，而且分布最為廣泛。伊澳蛇主要捕食蜥蜴、蛙類、鳥類、小型哺乳動物甚或其它蛇類。所有伊澳蛇（除紅腹伊澳蛇外）都屬卵生蛇類。

## 物種
對於伊澳蛇屬的分類名單目前尚處爭論階段，預料尚會有新種蛇類繼續列進此屬中，目前較主要的物種包括：
- 棕伊澳蛇（Pseudechis australis, Gray, 1842）：是澳洲體型第二長的毒蛇和澳洲第二大的毒蛇，僅次於太攀蛇。
- 巴氏伊澳蛇（Pseudechis butleri, Smith, 1982）：又名巴特勒蛇
- 克氏伊澳蛇（Pseudechis collettii, Boulenger, 1902）
- 藍腹伊澳蛇（Pseudechis guttatus, De Vis, 1905）
- 巴布亞黑伊澳蛇（Pseudechis papuanus, Peters & Doria, 1878）
- 紅腹伊澳蛇（Pseudechis porphyriacus, Shaw, 1794）
- 羅氏伊澳蛇（Pseudechis rossignolii,Hoser, 2000）
- 侏伊澳蛇（Pseudechis weigeli, Wells & Wellington, 1987）

## 備註
- Australian Fauna Directory[永久]
- Swan, G. 1995. A Photographic Guide to Snakes & other Reptiles of Australia. New Holland: Sydney. ISBN 1-85368-585-2